# Personne d'autre
Albums de Françoise Hardy
L'Amour fou
(2012)
Personne d'autre est le 28e et dernier album de la chanteuse Françoise Hardy paru en France et à l’étranger. L’édition originale est parue en France le 6 avril 2018.

## Mise en perspective de l'album
L'album « parle de choses en rapport avec mon âge » a confié Françoise Hardy à Olivier Nuc, critique musical du Figaro.
Le disque contient douze titres :
- À cache-cache, Un seul geste, Train spécial et Brumes, quatre chansons écrites par F. Hardy sur des compositions d’Erick Benzi ;
- Trois petits tours et Un mal qui fait du bien, deux chansons écrites par F. Hardy sur des compositions de Thierry Stremler ;
- Personne d'autre, chanson écrite par F. Hardy sur une composition de Pascale Daniel ;
- Quel dommage, chanson écrite par F. Hardy sur une composition de Maissiat ;
- Dors mon ange, adaptation française écrite par Françoise, de Sleep – chanson en anglais, écrite et composée par le groupe finlandais Poets of the Fall en 2005 ;
- You're My Home, chanson en anglais écrite par Yael Naim et composée par Yael Naim et David Donatien ;
- Le Large, chanson écrite et composée par La Grande Sophie ;
- Seras-tu là ?, reprise d’une chanson écrite et composée par Michel Berger en 1975 .

La sortie de cet album a été précédée par celle d'un single intitulé, Le Large, chanson écrite et composée par La Grande Sophie. Ce premier extrait a été diffusé dans les médias et mis à disposition sur les plateformes de téléchargement le 16 février. Pour lancer ce titre, un clip, réalisé par le cinéaste François Ozon, a été mis en ligne sur le site YouTube le 20 mars 2018.
Un second clip, tourné en studio lors de l’enregistrement de la chanson You’re My Home, écrite et composée par Yael Naim, a été mis en ligne sur la chaîne YouTube dès le 10 avril 2018.
À partir du 20 août, la promotion de l’album est relancée avec la diffusion sur les ondes du premier titre de l’album : À cache-cache, chanson écrite par Françoise Hardy sur une musique d’Erick Benzi.
Le 6 novembre 2018, l'album est certifié disque d'or, par le Syndicat national de l'édition phonographique (SNEP).

## Éditions originales de l'album

### Disque compact
France, 6 avril 2018 : Parlophone/Warner Music France (0 190295 680176). (Livret (16 pages) : Photographies réalisées par Yann Ohran (couverture), Bruno Peverelli (dernière de couverture).)

### Disque33 tours/30cm (vinyle)
France, 6 avril 2018 : Parlophone/Warner Music France (0 190295 670894). (Pochette : Photographie réalisée par Yann Ohran.)

### Liste des chansons
| 1.    | À cache-cache                          | Françoise Hardy                        | Erick Benzi                                      | 3:31 |
| 2.    | Dors mon ange (Titre original : Sleep) | Adaptation française : Françoise Hardy | Marko Saaresto, Markus Kaarlonen, Olli Tukiainen | 4:06 |
| 3.    | Personne d’autre                       | Françoise Hardy                        | Pascale Daniel                                   | 3:01 |
| 4.    | Un seul geste                          | Françoise Hardy                        | Erick Benzi                                      | 3:24 |
| 5.    | You’re My Home                         | Yael Naim                              | Yael Naim - David Donatien                       | 3:24 |
| 6.    | Seras-tu là ?                          | Michel Berger                          | Michel Berger                                    | 3:09 |
| 7.    | Quel dommage                           | Françoise Hardy                        | Maissiat                                         | 3:19 |
| 8.    | Train spécial                          | Françoise Hardy                        | Erick Benzi                                      | 4:08 |
| 9.    | Brumes                                 | Françoise Hardy                        | Erick Benzi                                      | 3:03 |
| 10.   | Trois Petits Tours                     | Françoise Hardy                        | Thierry Stremler                                 | 3:11 |
| 11.   | Le Large                               | La Grande Sophie                       | La Grande Sophie                                 | 3:46 |
| 12.   | Un mal qui fait du bien                | Françoise Hardy                        | Thierry Stremler                                 | 1:34 |
| 40:00 |                                        |                                        |                                                  |      |

## Classements
| Classement (2018)            | Meilleure position |
| ---------------------------- | ------------------ |
| Belgique (Flandre Ultratop)  | 46                 |
| Belgique (Wallonie Ultratop) | 2                  |
| Espagne (Promusicae)         | 99                 |
| France (SNEP)                | 2                  |
| Suisse (Schweizer Hitparade) | 11                 |